# Kanton Paltas
Der Kanton Paltas befindet sich in der Provinz Loja im äußersten Süden von Ecuador. Er besitzt eine Fläche von 1124 km². Im Jahr 2020 lag die Einwohnerzahl schätzungsweise bei 23.500. Verwaltungssitz des Kantons ist die Kleinstadt Catacocha mit 6617 Einwohnern (Stand 2010). Der Kanton Paltas existiert seit dem Jahr 1824.

## Lage
Der Kanton Paltas befindet sich in den Anden nordzentral in der Provinz Loja. Der Kanton wird im Südosten und im Süden vom Río Catamayo begrenzt. Dessen Nebenfluss Río Playas entwässert den zentralen Teil des Distrikts. Entlang der nordwestlichen Kantonsgrenze fließt der Río Puyango. Dort reicht der Kanton bis zu den westlichen Ausläufern der Anden. Die Fernstraße E35 von Loja nach Macará führt durch den Kanton und an dessen Hauptort Catacocha vorbei.
Der Kanton Paltas grenzt im Osten an den Kanton Gonzanamá, im Süden an die Kantone Calvas und Sozoranga, im Westen an die Kantone Celica und Puyango, im Nordwesten an die Provinz El Oro sowie im Norden und im Nordosten an die Kantone Chaguarpamba, Olmedo und Catamayo.

## Verwaltungsgliederung
Der Kanton Paltas ist in die Parroquias urbanas („städtisches Kirchspiel“)
- Catacocha
- Lourdes

und in die Parroquias rurales („ländliches Kirchspiel“)
- Cangonamá
- Casanga
- Guachanamá
- Lauro Guerrero
- Orianga
- San Antonio
- Yamana

gegliedert.